# 3924 Birch
A 3924 Birch (ideiglenes jelöléssel 1977 CU) a Naprendszer kisbolygóövében található aszteroida. Edward L. G. Bowell, Kowal, C. T. fedezte fel 1977. február 11-én.